# Propaganda w Chińskiej Republice Ludowej

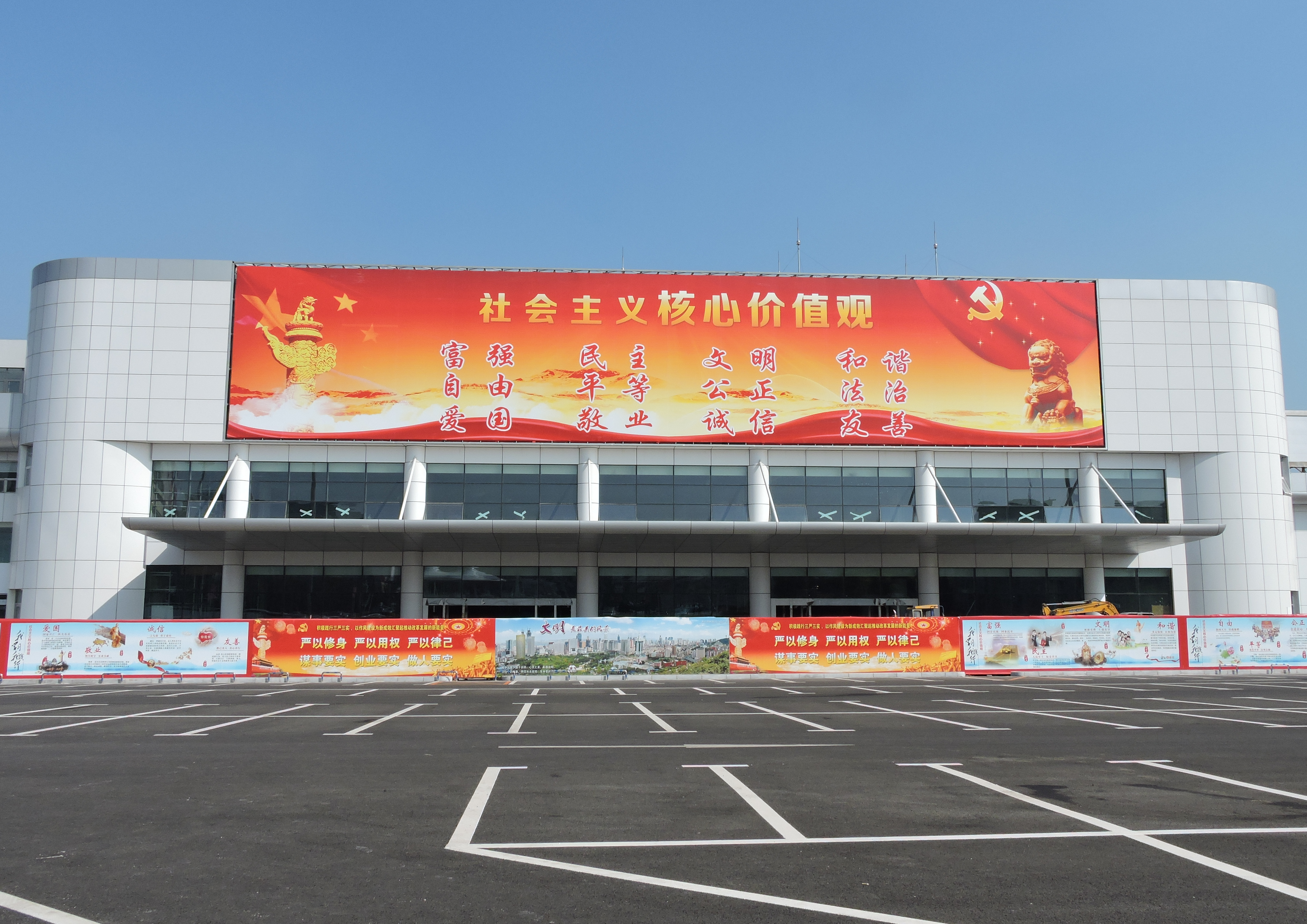
Gigantyczny plakat z roku 2017, wymieniający dwanaście podstawowych wartości socjalistycznych Komunistycznej Partii Chin

Chińska propaganda to działania sterowane przez Komunistyczną Partię Chin (KPCh) lub (dawniej) Kuomintang (KMT) do wywierania wpływu na opinię krajową i międzynarodową na korzyść swojej polityki. W kraju obejmuje to cenzurę zakazanych poglądów i aktywną promocję poglądów faworyzujących rząd. Propaganda jest uważana za kluczową dla działania rządu KPCh.
Aspekty propagandy sięgają najwcześniejszych okresów historii Chin, ale propaganda była najskuteczniejsza w XX i XXI wieku dzięki autorytarnemu rządowi w pełni kontrolującym media krajowe i cenzurującym zagraniczne. Najwcześniejsze chińskie narzędzia propagandowe były ważnym narzędziem w legitymizacji rządu Republiki Chińskiej kontrolowanej przez Kuomintang, który wycofał się z Chin kontynentalnych na Tajwan w 1949 roku. Odkąd KPCh przejęła władzę w Chinach, władze Chin w epoce Mao z powodzeniem wykorzystały nowoczesne techniki masowej propagandy, dostosowując je do potrzeb kraju, który miał w większości wiejską i niepiśmienną populację. Od tego czasu Chiny znane są z ciągłego używania kampanii masowych na rzecz legitymizacji partii i polityki przywódców.
Dziś propaganda w Chinach jest zwykle przedstawiana jako połączenie propagandy sukcesu (pochwały chińskiego rozwój gospodarki) i chińskiego nacjonalizmu.